# Wieprz (Petite-Pologne)
Pour les articles homonymes, voir Wieprz (homonymie).
Wieprz est une localité polonaise, siège de la gmina de Wieprz, située dans le powiat de Wadowice en voïvodie de Petite-Pologne.